# Moni
Pour les articles homonymes, voir Moni (homonymie).
Les Moni, encore appelés Migani ou Jonggunu, sont une population de la province indonésienne de Papouasie en Nouvelle-Guinée occidentale.

## Démographie
Au nombre d'environ 20 000 en 1991, ils sont agriculteurs et habitent dans les hautes terres centrales, dans le kabupaten de Paniai, au nord-est du lac Paniai.

## Religion
Beaucoup de Moni sont convertis au christianisme mais comme ailleurs en Indonésie, ils conservent leur religion traditionnelle.

## Langue
Ils parlent le moni, une langue du rameau des langues Wissel Lakes de la branche occidentale de la famille des langues de Trans-Nouvelle Guinée, tout comme l'ekari et le wolani.